# Laiki Kompania (álbum)

## Faixas
| #   | Título                                 | Compositor(es)                           | Duração |
| --- | -------------------------------------- | ---------------------------------------- | ------- |
| 1.  | "Anastenazo / Tora Kles"               | Stelios Kazantzidis / Apostolos Kaldaras | 3:58    |
| 2.  | "Siko Horepse Sirtaki"                 | Giorgos Zambetas / Alekos Sakelarios     | 3:08    |
| 3.  | "Psaropoula"                           | Bagianteras                              | 2:46    |
| 4.  | "Aharisti Kardia"                      | Giorgos Theofanous                       | 3:01    |
| 5.  | "Ta Pedia Tou Pirea - Never on Sunday" | Manos Hadjidakis                         | 3:09    |
| 6.  | "Tsifteteli Organiko"                  | Domínio Público                          | 4:10    |
| 7.  | "Orea Pou Ine I Nifi Mas"              | Domínio Público                          | 3:52    |
| 8.  | "Magnata Grego (Hassaposamba)"         | Versão Laiki Kompania                    | 3:17    |
| 9.  | "Na Hareis"                            | Giorgos Moukidis                         | 3:41    |
| 10. | "Itia"                                 | Domínio Público                          | 2:36    |
| 11. | "Ena Tragoudi Sto Limani"              | Hristos Kiriazis                         | 4:17    |
| 12. | "Samiotissa"                           | Domínio Público                          | 3:07    |
| 13. | "Mia Kirgiaki / Alana"                 | Giannis Spanous / Lefteris Papadopoulos  | 4:55    |
| 14. | "Ella"                                 | Foivos e Natalia Germanou                | 4:22    |
| 15. | "Zorba"                                | Mikis Theodorakis                        | 3:38    |

## Ficha técnica
Músicos
- Argyris Oikonomou - voz
- Eliane Bastos -  voz
- Kostas Frantzezos - bouzouki
- Guto Pereira - bouzouki, guitarra, violão e cavaquinho
- Nando Lemos - percussão
- Rubens Arnon - baixo
- Chico Maia - teclado e violão
- Shirley Granato - bateria

Participações especiais
- Nelson Serrato - sax